# A24 (företag)
A24, tidigare A24 Films, är ett amerikanskt film- och TV-producerings- och distribueringsbolag. Företaget grundades den 20 augusti 2012 av Daniel Katz, David Fenkel och John Hodges. Företaget ligger bakom filmer som Moonlight (2016), Lady Bird (2017) och The Lighthouse (2019).